# فونته دی پیدرا
فونته دی پیدرا (به اسپانیایی: Fuente de Piedra) یکی از دهستان‌های اسپانیا است که در مالاگا واقع شده‌است.

## خصوصیات
فونته دی پیدرا ۹۱ کیلومترمربع مساحت و ۲٬۷۹۵ نفر جمعیت دارد و ۴۵۹ متر بالاتر از سطح دریا واقع شده‌است.